# William Thurings stiftelse
William Thurings stiftelse är en finländsk kulturfond.
Stiftelsen är uppkallad efter affärsmannen och donatorn William Thuring (1880–1968), som var yngste son i en skeppsredarfamilj i Kaskö och verkade bland annat som advokat i Helsingfors för att senare även övergå till bankirverksamhet. Den 1960 grundade stiftelsen, till vilken Thuring testamenterade en stor del av sin förmögenhet, delar årligen ut avsevärda belopp (2,6 miljoner euro 2005) till olika sammanslutningar och institutioner som arbetar för vetenskap, konst, folkupplysning, hälsovård och andra allmännyttiga ändamål.